# Biblioteca Gonzalo Robles
La Biblioteca Gonzalo Robles del Fondo de Cultura Económica  (FCE) se abrió al público en 19 de septiembre de 1992 en el edificio de Ajusco; en 2 de febrero de 2005 reabre sus puertas en las nuevas y más amplias instalaciones en la misma sede.
La Biblioteca lleva el nombre de uno de los miembros fundadores del FCE, quien formó parte del primer cuerpo directivo junto con Daniel Cosío Villegas, Emigdio Martínez Adame, Jesús Silva Herzog y Eduardo Villaseñor.
El objetivo principal de la Biblioteca es conservar y registrar la siempre creciente historia editorial del FCE, resguardando todo lo publicado en casa matriz y filiales, desde su fundación en 1934 hasta nuestros días. Es de notarse que el FCE es la única casa editorial en Iberoamérica que mantiene un acervo bibliotecario de su catálogo completo a disposición del público.
La biblioteca da servicio al personal del FCE, estudiantes, investigadores, profesores y público en general.
Los servicios que ofrece la Biblioteca Gonzalo Robles son:
Préstamo en sala,
Préstamo a domicilio (personal del FCE),
Préstamo interbibliotecario,
Servicio de fotocopias (de acuerdo con la Ley de Derechos de Autor),
Consultas automatizadas y vía internet,
Acceso al catálogo histórico del FCE a través de la página electrónica,
Búsquedas especializadas (CD. rom, Diario Oficial) y
Servicios de extensión bibliotecaria